# Piano di rinascita democratica
Il piano di rinascita democratica (detto anche programma di rinascita nazionale o il Piano) è considerato una parte essenziale del programma della loggia massonica P2, per quanto non sia stato rinvenuto negli archivi della loggia bensì in quello del suo fondatore Licio Gelli.
Venne materialmente redatto da parte di Francesco Cosentino, e consisteva in un assorbimento degli apparati democratici della società italiana dentro le spire di un autoritarismo legale che avrebbe avuto al suo centro l'informazione.

## Storia
Venne scoperto e sequestrato il 4 luglio 1981 in un doppiofondo di una valigia di Maria Grazia Gelli, figlia di Licio Gelli, Maestro "venerabile" della loggia massonica P2, assieme al memorandum sulla situazione politica in Italia, poco dopo il rinvenimento della lista degli appartenenti alla P2. Fu successivamente pubblicato negli atti della commissione P2 sulla loggia massonica P2.
Licio Gelli nel 2003 ha sostenuto che la coincidenza di talune parti del "Piano" con i programmi dei partiti attuali non sarebbe casuale. In un'intervista dell'ottobre 2008 ha successivamente affermato che, sebbene tutte le forze politiche abbiano preso spunto dal Piano (tanto da indurlo a reclamare ironicamente i diritti d'autore), Silvio Berlusconi era l'unico che poteva attuarlo. Dello stesso avviso furono Mario Guarino, Sergio Flamigni e Umberto Bossi.
Nel 2010 è stato reso disponibile on line dal giornale italiano Il Fatto Quotidiano.

## L'analisi della commissione P2
Nella relazione conclusiva dei suoi lavori parlamentari, la commissione Anselmi accertò l'esistenza di una struttura segreta che aveva elaborato un piano articolato di riforma dello Stato e della vita pubblica italiani, da realizzarsi entro un orizzonte temporale non precisato. Il piano fu redatto al di fuori delle sedi istituzionali preposte dalla Costituzione, e in assenza di un qualsiasi coinvolgimento democratico degli elettori e dell'opinione pubblica. Nel testo del piano diffuso dai media al tempo della scoperta, e reperibile su Internet, si delinea principalmente la fotografia di uno stato ideale, che avrebbe dovuto tendere a divenire realtà. Tuttavia, non sono analizzate la situazione esistente e la modalità di attuazione del piano: soggetti e attività, scadenze temporali, costi e modalità di finanziamento, strumenti normativi, politiche di gestione delle eccezioni e dei casi particolari, delle antinomie con normative preesistenti al piano, della gestione di un transitorio graduale dalle situazioni date a quella pianificata. 
Al termine dei lavori della commissione parlamentare d'inchiesta, non vi furono sostanzialmente ulteriori atti ufficiali del Parlamento a integrazione delle liste dei nominativi o del testo del piano di rinascita democratica, resi necessari dal rinvenimento di nuovi documenti o dal rilascio di nuove dichiarazioni alla stampa da parte di alcuni dei nominativi presenti nelle liste dei tesserati sequestrate dalle forze di polizia italiane.

## Obiettivi principali
I suoi obiettivi essenziali consistevano in una serie di riforme e modifiche costituzionali al fine di:
In particolare andavano programmate azioni di Governo, di comportamento politico ed economico, nonché di atti legislativi, per ottenere ad esempio nel settore dell'istruzione di:
Alcuni punti del piano sono stati completamente attuati mentre altri solo a livello parziale, nel campo istituzionale, di assetto economico nel mondo imprenditoriale e soprattutto nei mass media. Altri sono stati riproposti dalle forze politiche, anche di tendenza opposta. I principali punti furono:
- La nascita di due partiti: "l'uno, sulla sinistra (a cavallo fra PSI-PSDI-PRI-Liberali di sinistra e DC di sinistra), e l'altra sulla destra (a cavallo fra DC conservatori, liberali e democratici della Destra Nazionale)."
- Un progetto di controllo o di lobbismo sui mass media. Il piano prevedeva il controllo - tramite acquisizione di quote e fondazione di nuove testate - di quotidiani e la liberalizzazione delle emittenti televisive (all'epoca permesse solo a livello regionale); nonché l'abolizione del monopolio della RAI e la sua privatizzazione. L'abolizione del monopolio RAI era avvenuto prima della scoperta della loggia, con la sentenza della Corte Costituzionale del luglio 1974 che liberalizzava le trasmissioni televisive via cavo.
- Superamento del bicameralismo perfetto attraverso una "ripartizione di fatto di competenze fra le due Camere (funzione politica alla Camera dei deputati e funzione economica al Senato della Repubblica)".
- Riforma della magistratura: separazione delle carriere di P.M. e magistrato giudicante, responsabilità del CSM nei confronti del parlamento, da operare mediante leggi costituzionali (punto I, IV e V degli obiettivi a medio e lungo termine - vedi infra).
- Riduzione del numero dei parlamentari[11].
- Abolizione delle province[11].
- Abolizione del valore legale del titolo di studio[11].
- Non rieleggibilità del Presidente della Repubblica Italiana

## Obiettivi strumentali

### Modifiche urgenti
- la responsabilità civile (per colpa) dei magistrati;
- la normativa per l'accesso in carriera (esami psicoattitudinali preliminari).

### Modifiche riguardo al governo
- la “legge sulla Presidenza del Consiglio e sui Ministeri" (Cost. art. 95) per determinare competenze e numero (ridotto) dei ministri, con eliminazione o quasi dei sottosegretari;
- riforma dell'amministrazione (relativa agli artt. 28, 97 e 98 Cost.) fondata sulla teoria dell'atto pubblico non amministrativo, sulla netta separazione della responsabilità politica da quella amministrativa (che diviene personale, attraverso l'istituzione dei Segretari Generali di Ministero) e sulla sostituzione del principio del silenzio-rifiuto con quello del silenzio-consenso;

### Provvedimenti economico-sociali
- eliminazione delle festività infrasettimanali e dei relativi ponti (eccettuato il 2 giugno, il Natale, il Capodanno e Ferragosto) da riconcedere in un forfait di 7 giorni aggiuntivi alle ferie annuali di diritto;
- alleggerimento delle aliquote sui fondi aziendali destinati a riserve, ammortamenti, investimenti e garanzie, per sollecitare l'autofinanziamento premiando il reinvestimento del profitto;
- concessione di forti sgravi fiscali ai capitali stranieri per agevolare il ritorno dei capitali dall'estero;
- Riforma del mercato del lavoro;
- Trasformare le università in Italia in fondazioni di diritto privato.

### TV e stampa
- immediata costituzione di una agenzia per il coordinamento della stampa locale (da acquisire con operazioni successive nel tempo) e della TV via cavo da impiantare a catena in modo da controllare la pubblica opinione media nel vivo del Paese.
- moltiplicazione delle reti radio e TV in nome della libertà di antenna (art. 21 della Costituzione), e la soppressione della RAI. Queste emittenti e i giornali dovevano essere coordinati da un'agenzia centrale per la stampa.

### Sindacati
- ricondurre il sindacato alla sua «naturale funzione» di «interlocutore del fenomeno produttivo in luogo di quello illegittimamente assunto di interlocutore in vista di decisioni politiche aziendali e governative» il sindacato non deve fare politica. In quest'ottica occorre «limitare il diritto di sciopero alle causali economiche ed assicurare comunque la libertà di lavoro»
- provvedere alla «restaurazione della libertà individuale nelle fabbriche e aziende in genere per consentire l'elezione dei consigli di fabbrica con effettive garanzie di segretezza del voto»

Il primo obiettivo è collegato al tema della insufficiente delimitazione di chiari confini e della sovrapposizione di poteri, che indeboliscono lo Stato. Come esempio: 
I due obiettivi si realizzano con due ipotesi: 
- sollecitazione alla rottura di CISL e UIL e successiva unione con i sindacati autonomi;
- controllo delle correnti interne: «acquisire con strumenti finanziari di pari entità i più disponibili fra gli attuali confederali allo scopo di rovesciare i rapporti di forza all'interno dell'attuale trimurti.» Lo Statuto dei lavoratori art. 17 vietava il finanziamento a sindacati di comodo. È lasciato come ultima scelta «un fenomeno clamoroso come la costituzione di un vero sindacato che agiti la bandiera della libertà di lavoro e della tutela economica dei lavoratori»

### Provvedimenti a medio e lungo termine
- Ordinamento giudiziario: 
  - unità del Pubblico Ministero con gli altri magistrati (nell'ordinamento vigente, invece, il P.M. è distinto dai Giudici, a norma della Costituzione - articoli 107 e 112);
  - riforma del Consiglio Superiore della Magistratura che deve essere responsabile verso il Parlamento (modifica costituzionale);
  - riforma dell'ordinamento giudiziario per ristabilire criteri di selezione per merito delle promozioni dei magistrati, imporre limiti di età per le funzioni di accusa, separare le carriere requirente e giudicante, ridurre a giudicante la funzione pretorile.
- Ordinamento del Governo: 
  - modifica della Costituzione per stabilire che il Presidente del Consiglio è eletto dalla Camera all'inizio di ogni legislatura e può essere rovesciato soltanto attraverso l'elezione del successore;
- Ordinamento del Parlamento: 
  - nuove leggi elettorali, per la Camera, di tipo misto (uninominale e proporzionale) riducendo il numero dei deputati a 450 e, per il Senato, di rappresentanza di 2º grado, regionale, degli interessi economici, sociali e culturali, diminuendo a 250 il numero dei senatori ed elevando da 5 a 25 quello dei senatori a vita di nomina presidenziale, con aumento delle categorie relative (ex parlamentari - ex magistrati - ex funzionari e imprenditori pubblici - ex militari, ecc.);
  - preminenza della Camera dei Deputati nell'approvazione delle leggi; Senato delle Regioni focalizzato sulla legge di bilancio.
- Ordinamento di altri organi istituzionali:
  - Corte Costituzionale: sancire l'incompatibilità successiva dei giudici a cariche elettive ed in enti pubblici; sancire il divieto di sentenze cosiddette attive (che trasformano la Corte in organo legislativo di fatto);
  - Abolire le Province.
  - Abolire tutte le provvidenze agevolative dirette a sanare i bilanci deficitari con onere del pubblico erario e abolire il monopolio RAI.

Il ruolo della stampa: